# Дю-Прель, Карл
Барон Карл фон Дю-Прель (нем. Karl Freiherr von Prel; 1839—1899) — немецкий философ

, спиритист и оккультист, офранцузивший своё имя. Проводил учение о двойственности и чередовании человеческого сознания, — в зависимости от состояний сна или бодрствования.

### Русские переводы
- Философия мистики. Архивная копия от 9 марта 2019 на Wayback Machine / пер. с нем. М. С. Аксёнова. — СПб., Изд. A. H. Аксакова, 1895.
  - изд. 2-е. — М., 1995.
- Загадочность человеческого существа / пер. с нем. М. С. Аксёнова. — СПб., 1896.
  - изд. 2-е. — М., 1904.
- Астральное тело, как субстанция человека. — «Pебус», 1889.
- Спиритизм / пер. с нем. М. С. Аксёнова. — М., 1904.